# Komorna pozornica
Komorna pozornica je površinom manji tip pozornice na kojoj se obično izvode djela s jednostavnijom scenskom tehnikom i s manjim brojem izvođača. Obično svako profesionalno kazalište ima i takvu, manju, pozornicu no to nije pravilo.